# Општина Викову Де Сус (Сучава)
Викову Де Сус (рум. Vicovu De Sus) општина је у Румунији у округу Сучава.
Oпштина се налази на надморској висини од 457 m.